# Dagmarsgade Vandtårn
Dagmarsgade Vandtårn er et vandtårn på hjørnet af Dagmarsgade og Hundegade i Ribe opført 1887 til forsyning af 425 ejendomme. Arkitekt for byggeriet var J.V. Petersen. For at opretholde trykket til et stigende befolkningstal, blev tårnet i 1947 forhøjet til ca. 20 meter, af ingeniør A.G. Bruun. Vandværket lukkede i 2011, og tårnet blev sat til salg.
Man borede ned til ca. 80 m. - på hvilken dybde man fandt store mængder af godt vand. Til vandværket var opført en tilbygning, der fungerede som både bestyrerbolig og pumpehus.
Niels Tarp bestyrede værket fra dets start og 43 år frem.